# Zwölferkogel (Totes Gebirge)
Der Zwölferkogel  ist ein 2099 m ü. A. hoher Berg im Toten Gebirge. Er ist der am weitesten nach Norden vorgeschobene Gipfel der Almtaler Sonnenuhr. Der Zwölferkogel fällt nach Norden mit einer steilen Kante ab, während er gegen Osten zum Grießkar mit einer breiten, plattigen Wand abschließt. In der Ostwand befinden sich Kletterrouten bis in den IV. Schwierigkeitsgrad. Am nördlichen, 40 m tieferen Vorgipfel befindet sich ein Gipfelkreuz.

## Aufstieg
- Weg 213 Vom Almsee durch die Röll über den Grieskarsteig auf das Plateau des Toten Gebirges. Unmarkierter Anstieg von der Grießkarscharte zum Gipfel